# Мегді Нафті
Мегді Нафті (араб. مهدي النفطي, *нар. 28 листопада 1978, Тулуза) — туніський футболіст, півзахисник клубу «Реал Мурсія».

## Клубна кар'єра
У дорослому футболі дебютував 1997 року виступами за команду клубу «Тулуза», в якій провів три сезони, взявши участь у 25 матчах чемпіонату.
Своєю грою за цю команду привернув увагу представників тренерського штабу клубу «Расінг», до складу якого приєднався 2000 року. Відіграв за клуб із Сантандера наступні п'ять сезонів своєї ігрової кар'єри.
З 2005 року виступав за «Бірмінгем Сіті».
Згодом з 2009 по 2012 рік грав у складі команд клубів «Аріс» та «Реал Вальядолід».
До складу клубу «Реал Мурсія» приєднався 2012 року. Наразі встиг відіграти за клуб з Мурсії 27 матчів в національному чемпіонаті.

## Виступи за збірну
У 2002 році дебютував в офіційних матчах у складі національної збірної Тунісу. Наразі провів у формі головної команди країни 44 матчі, забивши 1 гол.
У складі збірної був учасником Кубка африканських націй 2002 року у Малі, Кубка африканських націй 2004 року у Тунісі, здобувши того року титул континентального чемпіона, розіграшу Кубка Конфедерацій 2005 року у Німеччині, Кубка африканських націй 2008 року у Гані. Учасник чемпіонату світу 2006 року.

## Титули і досягнення
- Переможець Кубка африканських націй: 2004